# وارویک استیونسون
وارویک استیونسون (انگلیسی: Warwick Stevenson؛ زادهٔ ۱۳ مهٔ ۱۹۸۰) دوچرخه‌سوار اهل استرالیا است. وی قهرمان مسابقات اتحادیه دوچرخه‌سواری آمریکا در سال ۲۰۰۱ شده است.